# 東厄爾士山脈
50°48′N 13°30′E / 50.8°N 13.5°E

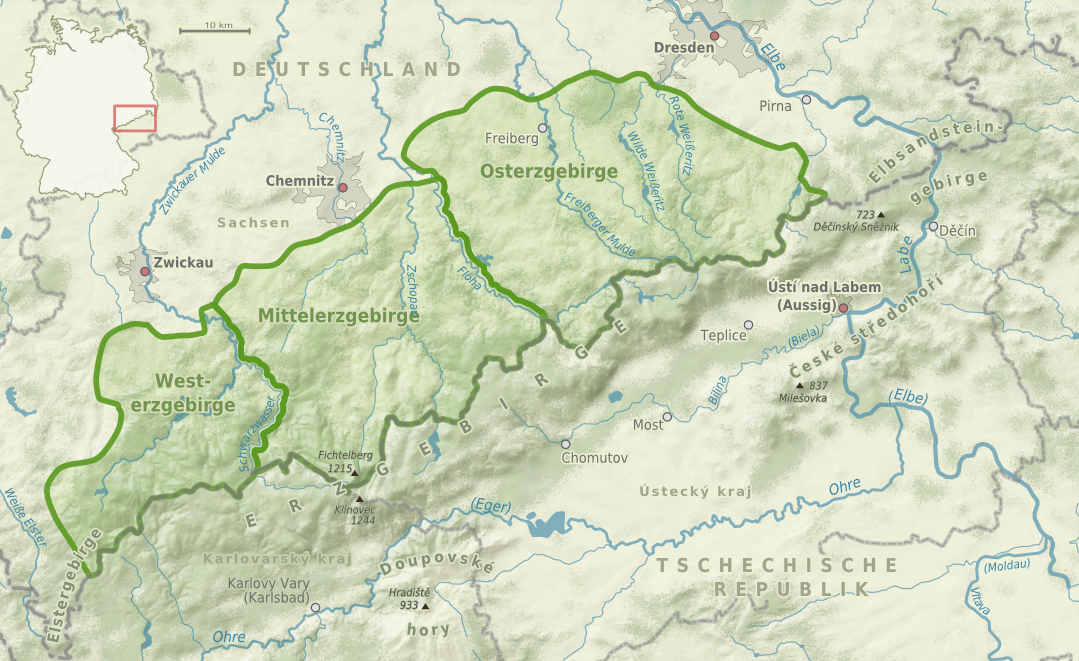

東厄爾士山脈是中歐的山脈，橫跨德國薩克森自由州和捷克，屬於厄爾士山脈的一部分，處於柏林以南190公里，最高點海拔高度956米。